# Les Échos
Pour les articles homonymes, voir Les Échos (homonymie).
Ne doit pas être confondu avec L'Écho.
Les Échos (stylisé Les Echos) est un quotidien français d’information économique et financière, fondé en 1908 par les frères Robert et Émile Servan-Schreiber, et situé à Paris.
Le quotidien revendique une orientation libérale et défend une ligne éditoriale favorable à l'économie de marché.
Le journal Les Échos est fortement développé sur le numérique, qui représente plus de 53 % de sa diffusion payée en France en 2019, soit l'une des plus fortes proportions parmi les quotidiens nationaux.
Les Échos est détenu par Bernard Arnault depuis 2007. Il appartient au Groupe Les Échos-Le Parisien depuis 2015, filiale de LVMH.
Le directeur de la rédaction, Nicolas Barré, est remercié en mars 2023. En avril 2024, Christophe Jakubyszyn lui succède après un an sans directeur.

## Histoire

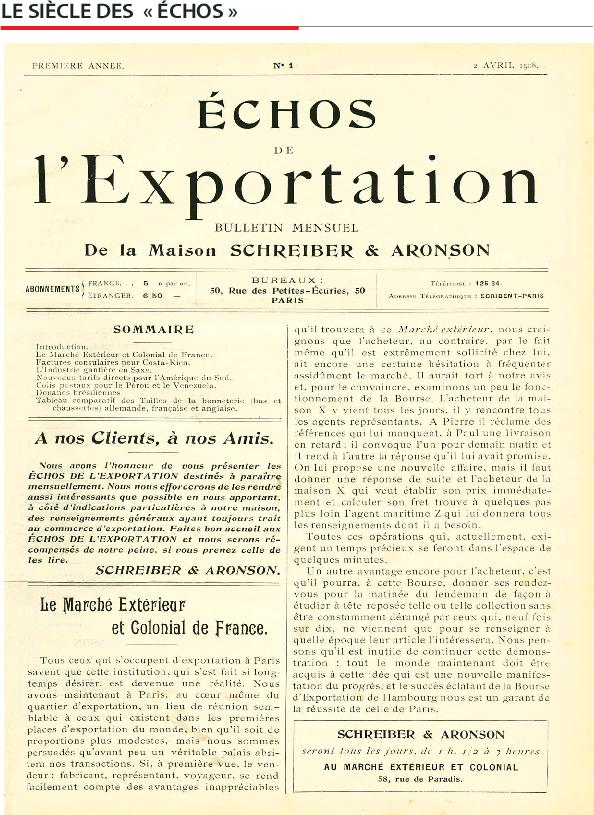
Premier numéro dÉchos de l'exportation, paru le 2 avril 1908. Un an plus tard, le sous-titre mentionnant l'actionnaire est supprimé.

Fondée en avril 1908, la publication qui devient Les Échos en 1928 débute modestement lorsque Robert Schreiber crée un bulletin mensuel, Échos de l’exportation, servant d'outil de promotion pour la maison Schreiber et Aronson, héritée de son père,. Cette petite affaire d'import-export est spécialisée dans les produits de mercerie (surtout les boutons de nacre), tissus, bonneterie et autres articles venus d'Europe centrale,. Le premier numéro paraît le 2 avril 1908, le mensuel de quatre pages à l'époque tiré à 1 000 exemplaires étant, en grande partie, distribué gratuitement aux clients, les fabricants, et aux maisons d'import-export du quartier parisien de la confection. Quelques mois plus tard, la publication passe à 12 pages et le sous-titre « de la maison Schreiber et Aronson » — « qui l’empêchait d’accueillir des publicités de firmes clientes d’autres sociétés d’exportation, et risquait de faire fleurir des initiatives concurrentes » — est supprimé.
À partir d'août 1909, une société anonyme est créée au capital de 40 000 francs-or, dont la moitié des parts appartiennent à Albert Aronson et Robert Servan-Schreiber et l'autre moitié à deux Allemands, Siegfried Karo et Léopold Schottlaender, respectivement rédacteur en chef et propriétaire du journal économique allemand Konfectionär. Le journal alors contient « 16 pages – dont un tiers de publicités ». En 1910, le journal passe à 18 pages et le frère de Robert Schreiber, Émile, écrit une bonne partie des articles sous un pseudonyme. Entre la fin de 1911 et le début de 1912, les participations des actionnaires allemands sont rachetées,. En juillet 1912, Émile devient associé de la société R. Schreiber et associés, éditrice des Échos. Le succès se confirmant, le journal devient hebdomadaire à partir du 3 janvier 1913. Il est tiré à 5 000 exemplaires. À la suite d'un voyage aux États-Unis qui a impressionné Émile en mars 1913, l'actualité économique américaine est intégrée au journal,,. Pendant la Première Guerre mondiale le journal cesse de paraître,. Le 9 mai 1919, le journal est refondé par les frères Schreiber avec pour titre Les Échos et pour sous-titre la grande revue commerciale française. Il embauche son premier journaliste.
Le journal publie le supplément Les Échos des industries d'art en 1925 et devient quotidien le 10 janvier 1928, sous le titre Les Échos,,. Le journal, qui reste destiné aux milieux du commerce et des petites entreprises, vend environ 10 000 exemplaires à la livraison en 1929. Il aborde « rarement les questions politiques, excepté lorsqu'elles mettent en cause la liberté du commerce ou les finances de ses lecteurs ».
En 1940, les frères Schreiber « pressentant l’inévitable spoliation » sabordent le journal dont ils transfèrent la propriété fictivement et Les Échos cessent de paraître,,,. Le 1er décembre 1944, le journal est de nouveau publié, mais uniquement quatre fois par semaine. Il est réduit à quelques pages, car le papier est contingenté. Dès 1947, Jean-Claude Servan-Schreiber travaille aux Échos, dont il devient directeur à la place de son père (le cofondateur Robert Schreiber) en 1958, après avoir créé en 1953 L'Express avec son cousin Jean-Jacques.
Le journal dépasse les 30 000 exemplaires à partir de 1948. Au cours des années 1950, les enfants de Robert et Émile prennent la relève. Surnommé la « boulangerie » par Clara Schreiber, le journal sert avant tout à entretenir le train de vie des Servan-Schreiber, employant jusqu'à quinze membres de la famille certaines années[réf. nécessaire]. En mai 1953, sous l'impulsion de Jean-Jacques Servan-Schreiber, paraît un supplément du nom de l'Express (lancé pour soutenir l'action de Pierre Mendès France, il deviendra par la suite indépendant), ce qui accentue les tensions au sein du « clan » Servan-Schreiber (les fils aînés des deux branches de la famille se disputant la direction), car cette aventure coûte cher au Groupe Les Échos. Les conflits, surtout d'ordre politique, continuent de diviser les deux branches de la famille, d'autant plus que la formule d'origine des Échos s'essouffle. Cela incite son directeur de rédaction Jean-Louis Servan-Schreiber à le transformer pour en faire un véritable journal économique sur le modèle des quotidiens anglo-saxons, le Financial Times et The Wall Street Journal. Le journal devient progressivement une référence de la presse économique, mais les conflits politiques enveniment les relations familiales au sein de cette « entreprise prospère où les actionnaires, les enfants d'Émile et les enfants de Robert, chaque clan détenant la moitié des parts, empêchent toute gestion efficace ». Cette situation conduit à la vente du titre, le 21 octobre 1963, à Jacqueline et Pierre Beytout, directeur des laboratoires Roussel, lesquels vont le moderniser et le développer. En 1976, après le décès de son mari, Jacqueline Beytout assure seule la direction générale du titre.
En 1981, le Groupe Les Échos achète un journal médical quotidien, Panorama du médecin,. D'autres revues médicales seront par la suite achetées ou créées,.
En 1986, le mensuel Dynasteurs est lancé. Il est renommé en 1992 Enjeux-Les Échos,.
À partir de 1982, le journal bénéficie de l'engouement des Français pour la Bourse et pour l'information économique, si bien que sa diffusion dépasse les 100 000 exemplaires à partir de 1989.
Profitant de cet engouement, La Tribune, concurrent direct des Échos, est créée en janvier 1985 par Bruno Bertez,.
En 1988, Jacqueline Beytout, âgée de 70 ans, cède le contrôle actionnarial du journal au groupe d'édition britannique Pearson (également propriétaire du Financial Times) pour éviter qu'à sa mort il ne soit repris par un des grands groupes français manifestant leur intérêt pour l'entreprise de presse : Michelin, Havas ou Hachette Filipacchi Médias. Le gouvernement Balladur tente d'imposer une solution nationale, mais la Commission de Bruxelles entérine la reprise par le groupe britannique. À l'occasion de ce conflit, la rédaction du journal — qui soutient la position de Jacqueline Beytout contre le gouvernement français — déclenche le premier mouvement de grève de l'histoire du quotidien,.
Jean de Belot, entré aux « Echos » en 1990, pour prendre la direction du service finances, est promu, en 1992, rédacteur en chef adjoint finances-marchés.
Nicolas Beytout (son petit-fils par alliance), nommé rédacteur en chef par sa grand-mère, devient directeur de la rédaction en 1996. À cette époque, « la ligne éditoriale du quotidien est graduellement infléchie vers la réalisation d'un journal d'information générale, sans sacrifier toutefois ce qui a fait la force des Échos, la couverture de l'actualité des entreprises et de l'économie ».
En 1999, le groupe vend sa branche médicale.
Une nouvelle version imprimée du quotidien est lancée en 2003 lorsque le journal adopte le format berlinois, identique à celui de ses grands confrères internationaux. La campagne publicitaire associée à ce lancement reçoit le prix EPICA. En octobre 2004, Nicolas Beytout quitte son poste pour Le Figaro. Il est remplacé par Jacques Barraux, jusqu'alors numéro deux de la rédaction.
En 2007, le groupe LVMH, dirigé par Bernard Arnault, rachète Les Échos au terme d’un âpre conflit. En juin 2007, le groupe Pearson, qui détenait le quotidien économique, annonce sa volonté de vendre Les Échos, tandis que le groupe LVMH, propriétaire de l'autre quotidien économique français La Tribune alors déficitaire, déclare vouloir racheter le journal. Sa déclaration entraîne une crise au sein de la rédaction qui souhaite préserver « l'indépendance de ce titre et de son équipe rédactionnelle », des grèves ponctuelles des journalistes,, et le lancement d’une pétition qui recueille la signature de 500 personnalités économiques et politiques. Une contre-offre de rachat, proposée le 12 juillet 2007 par le groupe Fimalac, dirigé par Marc Ladreit de Lacharrière, recueille le soutien unanime des journalistes de la rédaction réunis en assemblée générale. Finalement, invoquant une clause d’exclusivité de vente, le groupe britannique Pearson annonce le 5 novembre 2007 la vente du quotidien Les Échos au groupe LVMH pour 240 millions d'euros, sans veto des autorités publiques,. LVMH revend alors son autre quotidien, La Tribune, à News Participations, une des holdings d'Alain Weill.
En 2008, Jacques Barraux quitte son poste de directeur de rédaction et laisse sa place à Henri Gibier. Celui-ci est finalement remplacé en avril 2013 par Nicolas Barré.
En juin 2013, le journal connaît un épisode unique dans l'histoire de la presse française : les journalistes femmes font la grève des signatures pour manifester leur colère devant leur faible représentation dans les organes dirigeants du journal,. Aucune femme ne signera donc d'article le 7 juin 2013.
Le directeur de la rédaction, Nicolas Barré, est limogé en mars 2023 après dix années à la tête des Echos. Selon La Lettre A, cette décision a été prise par Bernard Arnault, le propriétaire du journal. Nicolas Barré avait récemment fait publier un article concernant des perquisitions fiscales dans le groupe LVMH, autre propriété du milliardaire, et une critique du livre Histoire d’un ogre consacré à Vincent Bolloré. 
Le 28 septembre 2023, les journalistes refusent, à 66,9 % des inscrits, que François Vidal, candidat proposé par le conseil de surveillance du quotidien économique, qui assurait également l'intérim, succède à Nicolas Barré à la direction de la rédaction. Selon des témoins, le candidat à la direction de la rédaction n’avait pas convaincu de sa réelle volonté à encourager la révélation d’informations susceptibles de déplaire aux acteurs économiques, dont le propriétaire LVMH.
En janvier 2024, la rédaction n'a toujours pas de directeur depuis près de 10 mois. Le mercredi 10 janvier, Mathieu Gallet est auditionné par la Société des journalistes des Échos dans le cadre de son éventuelle accession au conseil de surveillance afin de remplacer l’ancien patron de la banque Paribas, André Lévy-Lang, ce qui pourrait constituer la première étape du retour au processus de nomination d’un nouveau directeur de la rédaction. Quelques jours plus tard, Mathieu Gallet est nommé président du Conseil de surveillance du journal. Le 7 mars, La Lettre révèle que Mathieu Gallet aurait reçu deux candidatures internes pour la rédaction du journal, celles des rédacteurs en chef Lucie Robequain et David Barroux.
Le 26 avril 2024, Christophe Jakubyszyn est nommé directeur de la rédaction des Echos, comblant ainsi le poste laissé vacant depuis plus d'un an après le départ de Nicolas Barré.

### Identité visuelle (logo)

Ancien logo du journal.
Ancien logo du cahier Entreprises & Marchés.
Logo actuel.

## Le journal
Les Échos traite et analyse l'ensemble de l'actualité régionale, nationale et internationale ayant des répercussions sur la vie des affaires. Le journal est une mine d'informations sélectionnées et les plus anonymes possibles, ses journalistes étant attentifs au principe de protection des sources d'information des journalistes.[réf. nécessaire]
Le quotidien publie des analyses macroéconomiques et politiques pour la France et l’étranger (politique économique, finances publiques, etc.), des analyses sectorielles, des études d’entreprises, ainsi qu’une analyse boursière.
Dans sa version papier, il se présente sous la forme d’un double cahier (macroéconomie dans le 1er cahier, microéconomie et analyse boursière dans le second).
La rédaction des Échos, dirigée par Nicolas Barré, rassemble aujourd'hui plus de 180 journalistes avec douze correspondants permanents à l'étranger et un réseau d'une cinquantaine de correspondants régionaux.

### Contenu et ligne éditoriale
Pendant près d'un siècle, Les Échos affiche un principe de neutralité. En 2002, selon Nicolas Beytout, le journal n'a dérogé à son principe de neutralité qu'en 1992 en faveur du référendum sur Maastricht et en mai 2002 où à la veille du deuxième tour des élections présidentiels le quotidien économique a appelé à voter pour Jacques Chirac en compétition avec Jean-Marie Le Pen  dans un éditorial intitulé "Une France ouverte".
Selon un des anciens directeurs de la rédaction, Jacques Barraux,
« l’orientation du journal est d’essence libérale : nous défendons l’idée que le marché est supérieur au plan. En conséquence, nous pensons que l’entreprise privée est l’outil le plus performant, même si ce n’est pas le seul. »
L'indépendance de la rédaction est défendue par les journalistes réunis dans l'association la Société des journalistes des Échos. Les journalistes disposent également un droit de veto sur la nomination du Directeur de la Rédaction. La Société des journalistes se mobilise pour défendre l'indépendance de la rédaction, par exemple en 2008 mais est également solidaire des problématiques d'indépendance avec leurs confrères, comme Mediapart en 2019. 
En 2017, la société des journalistes des Échos s'était également émue d'une censure d'une interview de François Ruffin par le biais d'un communiqué, ce qui avait forcé le directeur de la rédaction à se justifier publiquement, en invoquant ne pas vouloir faire de publicité à quelqu'un qui « dénigrait leur journal dans des termes qui ne sont pas de l'ordre du débat - légitime - mais systématiquement caricatural ».
Le quotidien s'est engagé contre l'union de la gauche lors des élections législatives de 2022.

### Organisation

#### Équipe dirigeante
- Président directeur général : Pierre Louette[65]
- Éditrice : Marie Van de Voorde-Leclercq

#### Financement
Comme la plupart des journaux de presse français, Les Échos touche de fortes subventions de l’État. Il a ainsi perçu 1,5 million d’euros d’aide du fonds d'aide à la modernisation de la presse de 2003 à 2010.

### Formats de publication

#### Version imprimée
En version imprimée, Les Échos se présente sous la forme d’un double cahier :
- macroéconomie dans le 1er cahier, avec revue des informations économiques françaises et internationales, des présentations d'évolutions ou d'avancées scientifiques[67], ainsi que des pages Idées et Débats qui regroupent des analyses économiques de long terme et des interventions d'économistes reconnus (Joseph E. Stiglitz, Kenneth Rogoff…). On y trouve également des analyses d'éditorialistes du journal, comme Jacques Hubert-Rodier, Jean-Francis Pecresse ou Jean-Marc Vittori
- microéconomie, cours boursiers, analyses boursières et informations financières dans le 2e cahier
- des suppléments spéciaux ou réguliers (Les Échos week-end, cahiers consacrés à l'intelligence artificielle ou au bitcoin, Série limitée…)

#### Site Internet
En lançant le site des Échos en 1996, Les Échos devient un des premiers quotidiens français en ligne. Le site propose :
- l’actualité économique et financière, mais aussi générale ;
- les informations boursières (à Paris et internationales) ;
- l’« information entreprise » ;
- les finances personnelles, avec une rubrique spéciale pour gérer efficacement son portefeuille ;
- des rubriques sur les loisirs et le luxe.

La dernière version du site date du 9 septembre 2010 : quatorze ans après sa naissance, le site franchit une nouvelle étape de son développement avec un contenu enrichi et une refonte complète de son design, de l'ergonomie et du mode de navigation. Il repose sur une rédaction unique, née de la fusion des rédactions imprimées et en ligne.
Le site offre également des outils pratiques tels que des alertes personnalisables, des flux RSS, une veille thématique, une recherche par mots-clés multicritères et un accès par téléphone mobile, ainsi que le journal mis en ligne dès 3 heures du matin, l’ensemble des archives du quotidien depuis 1991 et tous les dossiers de la Rédaction. Il comptabilise 2 400 000 visiteurs uniques par mois en moyenne et 3 250 000 pages vues en décembre 2009.
En mars 2009, il lance son site participatif, Le Cercle Les Échos. Cet espace de débat en ligne permet aux internautes de publier leurs propres articles sur l'économie et la finance, mais aussi la politique, l'international, l'environnement, le high-tech, etc. De grands noms de l'économie interviennent aujourd'hui sur ce site : Paul Krugman, Nouriel Roubini, Dominique Moïsi ; mais également des élus, avocats, chefs d'entreprise, blogueurs, lecteurs des Échos…
Le 2 avril 2019, Les Échos présente une nouvelle version de son site internet. S'inspirant des plateformes de contenus comme Netflix, le nouveau site sera chargé d'offrir une expérience « addictive » à ses lecteurs. L'objectif est d'augmenter le nombre d'abonnés en proposant des contenus personnalisés à ceux qui sont « proches de s'abonner ».

#### Édition papier numérique
Le 12 septembre 2007, sous l'impulsion de Philippe Jannet, Les Échos propose sa version papier numérique, ce qui constitue une première mondiale[réf. nécessaire]. Cette nouvelle version des Échos permet ainsi de lire l’intégralité du journal du jour et de disposer d’une actualisation de l’information financière et boursière toutes les heures, entre 6 heures et 21 heures (UTC).
L’offre éditoriale des Échos est complétée par un fil de dépêches AFP et des livres proposés par Pearson Education, Nathan, Flammarion, Le Guide du Routard, Hachette Éditions et M21. La version numérique des Échos est disponible sur deux lecteurs : un reader spécifiquement développé pour Les Échos et le reader Iliad d’Irex ; chacun de ces lecteurs propose des configurations de contenu qui lui sont propres. La version papier numérique est également compatible avec les principaux lecteurs électroniques du marché.
Enfin et pour compléter son offre, Les Échos propose également une librairie 100 % numérique, déjà riche de près d’un millier d’ouvrages.

## Contributeurs notoires
- Alexandre Adler, historien[74]
- Philippe Aghion, économiste[75]
- Laurent Alexandre, médecin[76]
- Yann Algan, économiste[77]
- Bernard Attali, homme d'affaires[78]
- François Baroin, homme politique[79]
- Agnès Bénassy-Quéré, économiste[80]
- Laurent Berger, syndicaliste[81]
- Jean-Michel Blanquer, universitaire[82]
- Christian de Boissieu, économiste[83]
- Laurence Boone, économiste[84]
- François Bourguignon, économiste[85]
- Pierre Cahuc, économiste[86]
- Pierre-André de Chalendar, homme d'affaires[87]
- François Chérèque, syndicaliste[88]
- Emmanuel Combe, économiste[89]
- Jean-Marc Daniel, économiste[90]
- Philippe Douste-Blazy, homme politique[91]
- Mohamed A. El-Erian, économiste[92]
- Laurent Fabius, homme politique[93]
- François Fillon, homme politique[94]
- Xavier Fontanet, homme d'affaires[95]
- Pierre Gattaz, syndicaliste[96]
- Pierre Jacquet, économiste[97]
- Alain Juppé, homme politique[98]
- Gaspard Koenig, philosophe[99]
- Nathalie Kosciusko-Morizet, femme politique[100]
- Christine Lagarde, femme politique[101]
- Augustin Landier, économiste[102]
- Jean-Bernard Lévy, homme d'affaires[103]
- Jean-Hervé Lorenzi, économiste[104]
- Emmanuel Macron, homme politique, Président de la République[105]
- Virginie Martin, politologue[106]
- Frédéric Mion, universitaire[107]
- Dominique Moïsi, politologue[108]
- Pierre Moscovici, homme politique[109]
- Jean-Francis Pécresse, éditorialiste depuis 2008[110]
- Valérie Pécresse, femme politique[111]
- Bernard Ramanantsoa, universitaire[112]
- Michel Rocard, homme politique[113]
- Kenneth Rogoff, économiste[114]
- Nouriel Roubini, économiste[115]
- Roger-Pol Droit, philosophe[116]
- Gilles Saint-Paul, économiste[117]
- Joseph Stiglitz, économiste, Prix Nobel d'économie[118]
- Edouard Tétreau, homme d'affaires[119]
- David Thesmar, économiste[120]
- Jean Tirole, économiste, Prix Nobel d'économie[121]
- Cédric Villani, mathématicien[122]
- Dominique de Villepin, homme politique[123]
- Laurent Wauquiez, homme politique[124]
- Eric Woerth, homme politique[125]
- Gabriel Zucman, économiste[126]

## Données financières
2017 :
- Chiffre d'affaires : 93 765 600 €
- Résultat : −6 648 200 € (perte)
- Effectif moyen : 285 collaborateurs

## Dans la culture populaire
Au cours de l'été 2007, juste après les grèves et manifestations à répétition des journalistes des Échos et de La Tribune, autour du slogan "L'indépendance n'est pas du luxe", pour protester contre le rachat par l'homme d'affaires Bernard Arnault, témoin de mariage du tout nouveau président de la République Nicolas Sarkozy, est rejouée dans une mise en scène rajeunie et raccourcie, Nekrassov, comédie parodique du maccarthysme à la française, présentée en 1955 par Jean-Paul Sartre, où l'héroïne est une journaliste, Véronique, qui séduit le personnage principal, l'escroc dénonciateur Georges de Valera, afin de sauver deux journalistes communistes.

## Diffusion
| Année | Diffusion totale payée | Diffusion totale | Diffusion France payée |
| ----- | ---------------------- | ---------------- | ---------------------- |
| 1998  | 114 601                | NC               |                        |
| 1999  | NC                     | 122 999          |                        |
| 2000  | NC                     | 128 342          |                        |
| 2001  | NC                     | 127 445          |                        |
| 2002  | NC                     | 120 333          |                        |
| 2003  | NC                     | 116 903          |                        |
| 2004  | NC                     | 119 370          |                        |
| 2005  | NC                     | 140 313          |                        |
| 2006  | NC                     | 137 448          |                        |
| 2007  | NC                     | 138 726          |                        |
| 2008  | NC                     | 137 775          |                        |
| 2009  | NC                     | 127 361          |                        |
| 2010  | NC                     | 120 444          |                        |
| 2011  | NC                     | 121 203          |                        |
| 2012  | NC                     | 126 601          |                        |
| 2013  | NC                     | 127 007          |                        |
| 2014  | NC                     | 128 196          |                        |
| 2015  | 128 083                | 129 455          |                        |
| 2016  | 128 663                | 130 262          |                        |
| 2017  | 129 451                | 131 005          |                        |
| 2018  | 130 006                | 131 413          |                        |
| 2019  | 130 899                | 132 210          |                        |
| 2020  | 133 981                | 135 196          | 133 429                |
| 2021  | 136 996                | 138 158          | 136 587                |
| 2022  | 138 769                | 139 877          | 138 421                |
| 2023  |                        | 139 315          | 140 679                |
| 2024  |                        | 141 456          | 140 171                |

Voici la diffusion totale des Échos, gratuits et étranger inclus, selon les données de l'ACPM, :
Le graphique qui aurait dû être présenté ici ne peut pas être affiché car il utilise l'ancienne extension Graph, désactivée pour des questions de sécurité. Des indications pour créer un nouveau graphique avec la nouvelle extension Chart sont disponibles ici.